# Округ Ворен (Пенсилванија)
Округ Ворен (енгл. Warren County) је округ у америчкој савезној држави Пенсилванија.

## Демографија
По попису из 2010. године број становника је 41.815, што је 2.048 (-4,7%) становника мање него 2000. године.
| Група             | 2000.          | 2010.          |
| Белци             | 43.176 (98,4%) | 40.827 (97,6%) |
| Афроамериканци    | 90 (0,2%)      | 149 (0,4%)     |
| Азијати           | 118 (0,3%)     | 157 (0,4%)     |
| Хиспаноамериканци | 151 (0,3%)     | 305 (0,7%)     |
| Укупно            | 43.863         | 41.815         |